# 黒岩真美
黒岩 真美（くろいわ まみ、7月12日 - ）は、日本のクラリネット奏者。シエナ・ウインド・オーケストラ所属。
北海道出身。北海道遠軽高等学校を経て、国立音楽大学卒業。2001年にパリ・エコル・ノルマル音楽院に留学、同音楽院をクラリネット科1等賞、室内楽科満場一致の1等賞で卒業する。2002年、ピカルディ音楽コンクール1等賞受賞。2003年、フランス国際音楽コンクール1等賞受賞、同コンクール室内楽部門満場一致の1等賞。
2004年に第118回日演連推薦新人演奏会で、札幌交響楽団と共演する。第1回クラリネットアンサンブルコンクールでグランプリ受賞。